# Zielony Gaj (powiat sokólski)
Zielony Gaj (do 1950 r. Karlsdorf) – kolonia w Polsce, w województwie podlaskim, w powiecie sokólskim, w gminie Janów.
Wierni kościoła rzymskokatolickiego należą do parafii Przemienienia Pańskiego w Hołodolinie lub do parafii św. Jerzego w Janowie.

## Nazwa
13 lutego 1950 r. zmieniono nazwę miejscowości z Karlsdorf na Zielony Gaj.

## Administracja
W latach 1975–1998 miejscowość należała administracyjnie do województwa białostockiego.